# Through Flaming Paths
Through Flaming Paths è un cortometraggio muto del 1913 diretto da Joseph W. Smiley e prodotto dalla Lubin.

## Produzione
Il film fu prodotto dalla Lubin Manufacturing Company.

## Distribuzione
Distribuito dalla General Film Company, il film - un cortometraggio in una bobina - uscì nelle sale USA il 22 dicembre 1913.